# Allez Allez
Allez Allez è stato un gruppo musicale funky belga attivo nei primi anni ottanta.

## Formazione
- Sarah Osborne / Jackie Irwin (voce)
- Serge Van Laeken (aka Marcassou/Marka) (bassista)
- Christian Debusscher (chitarrista)
- Nico Fransolet (chitarrista)
- Robbie Bindels (batteria)
- Roland Bindi (percussioni)

## Discografia

### Album

#### Album in studio
- African Queen (1981 - EMI/Scalp)
- Promises (1982 - Virgin Records)

African Queen e Promises sono stati ripubblicati insieme su compact disc, prima nel 1997 con il titolo African Queen + Promises dalla Virgin Records, e nel 2013 con il titolo Promises + African Queen dall'etichetta Les Disques du Crépuscule.

#### Raccolte
- Best Of Allez Allez (2008 - Eskimo)

### Singoli
- She's Stirring Up (1981 - Scalp)
- Allez Allez/African Queen (1981 - Scalp)
- Valley of the Kings/Wrap Your Legs (1982 - Virgin)
- Flesh and Blood/The Time You Cost Me (1982 - Virgin)
- Don't Bother Me/Strange People (1984 - Vogue)
- Boom Boom/The Brain (1984 - Sounds of the Future)